# Kanadische Badmintonmeisterschaft 2023
Die Kanadische Badmintonmeisterschaft 2023 fand vom 1. bis zum 4. Februar 2023 in Winnipeg statt.

## Medaillengewinner
| Disziplin    | Gold                             | Silber                                      | Bronze                       |
| ------------ | -------------------------------- | ------------------------------------------- | ---------------------------- |
| Herreneinzel | Victor Lai                       | Joshua Nguyen                               | B. R. Sankeerth              |
| Dameneinzel  | Jackie Dent                      | Eliana Zhang                                | Chloe Hoang                  |
| Herrendoppel | Andy Ko Kevin Lee                | Xavier Laperrière Thien Quan Nicolas Nguyen | Jonathan Lai B. R. Sankeerth |
| Damendoppel  | Camille Leblanc Alexandra Mocanu | Jeslyn Chow Jackie Dent                     | Chloe Hoang Eliana Zhang     |
| Mixed        | Kevin Lee Eliana Zhang           | Thien Quan Nicolas Nguyen Alexandra Mocanu  | Andy Ko Johnna Rymes         |